# Paradoja de las ruedas de Aristóteles

Las líneas discontinuas son las circunferencias son la misma, pero también es evidente que una circunferencia es más pequeña que la otra. Entonces ¿dónde está la explicación?

La paradoja de las ruedas de Aristóteles es una paradoja o problema que aparece en la obra griega Mecánica tradicionalmente atribuida a Aristóteles.
Una rueda se puede representar en dos dimensiones usando dos círculos. El círculo más grande es tangente a una superficie horizontal (por ejemplo, una carretera) sobre la que puede rodar. El círculo más pequeño tiene el mismo centro y está rígidamente fijado al más grande. El círculo más pequeño podría representar el talón de un neumático, una llanta sobre la cual está montado, un eje, etc. Supongamos que los círculos más grandes ruedan sin deslizarse (o patinar) para una revolución completa. Las distancias recorridas por ambos círculos son de la misma longitud, como se muestra en las líneas discontinuas azules y rojas. La distancia para el círculo más grande es igual a su circunferencia, pero la distancia para el círculo más pequeño es más larga que su circunferencia: una paradoja o problema. 
La paradoja no se limita a una rueda. Otras cosas representadas en dos dimensiones muestran el mismo comportamiento. Un rollo de cinta lo hace. Una típica botella redonda enrollada de lado lo hace: el círculo más pequeño que representa la boca o el cuello de la botella. 
Hay algunas cosas que se representan con la línea horizontal marrón en la imagen tangente al círculo más pequeño en lugar de la más grande. Los ejemplos son una rueda de tren típica, que tiene una brida, o una barra que se sienta a horcajadas en un banco. Drabkin llamó a estos Casos II y al tipo en la imagen Casos I. Se aplica un análisis similar pero no idéntico. 

## Historia de la paradoja

### En la antigüedad
En la antigüedad, el problema de la rueda se describía en la Mecánica aristotélica, así como en la Mecánica de Herón de Alejandría. En el primero aparece como "Problema 24", donde la descripción de la rueda se da de la siguiente manera. 
 Para que haya un círculo más grande ΔZΓ un EHB más pequeño, y A en el centro de ambos; sea ZI la línea que más se desenrolla por sí sola, y HK la que desenrolla más pequeño por sí misma, igual a ZΛ. Cuando muevo el círculo más pequeño, muevo el mismo centro, que es A; deja que el más grande se adhiera a él. Cuando AB se vuelve perpendicular a HK, al mismo tiempo, AΓ se vuelve perpendicular a ZΛ, de modo que siempre habrá completado una distancia igual, es decir, HK para la circunferencia HB, y ZΛ para ZΓ. Si el cuarto se desenrolla a una distancia igual, está claro que todo el círculo se desenrollará a la misma distancia que todo el círculo, de modo que cuando la línea BH llegue a K, la circunferencia ZΓ será ZΛ, y el círculo entero se desenrollará. De la misma manera, cuando muevo el círculo grande, encajando el pequeño, su centro es el mismo, AB será perpendicular y estará en ángulos rectos simultáneamente con A latter, este último con ZI, el primero con HΘ. De modo que, cuando uno haya completado una línea igual a H the, y el otro a ZI, y ZA vuelva a ser perpendicular a ZΛ, y HA a HK, para que sean como al principio en Θ y I.  
 El problema se plantea entonces: 
 Ahora, ya que no hay una parada de la mayor para la menor, de modo que [la mayor] permanece durante un intervalo de tiempo en el mismo punto, y dado que la más pequeña no salta sobre ningún punto, es extraño que la mayor atraviese un camino. igual a la de los más pequeños, y nuevamente que el más pequeño atraviesa un camino igual a la de los más grandes. Además, es notable que, aunque en cada caso solo hay un movimiento, el centro que se mueve en un caso rueda una gran distancia y en el otro una distancia menor. 

### En la Revolución Científica
El matemático Gerolamo Cardano analiza el problema de la rueda en su 1570 Opus novum de vuestreiberus numerorum, cuestionando la presunción del análisis del problema en términos de movimiento. Mersenne habló más sobre la rueda en su 1623 Quaestiones Celeberrimae en Genesim, donde sugiere que el problema puede analizarse mediante un proceso de expansión y contracción de los dos círculos. Pero Mersenne quedó insatisfecha con su comprensión, escribiendo, 
 De hecho, nunca he podido descubrir, y no creo que nadie más haya podido descubrir si el círculo más pequeño toca el mismo punto dos veces, o si avanza a pasos agigantados. 

Al cambiar las ruedas por hexágonos, nos da una pista reveladora sobre la paradoja. El hexágono grande deja una línea continua de su trayectoria, mientras que la del hexágono pequeño tiene espacios.

 En sus Dos nuevas ciencias, Galileo usa el problema de la rueda para defender un cierto tipo de atomismo. Galileo comienza su análisis considerando un par de hexágonos concéntricos, a diferencia de un par de círculos. Al imaginar que esta rueda hexagonal "rueda" sobre una superficie, Galileo se da cuenta de que el hexágono interior "salta" un poco de espacio, con cada rollo del hexágono exterior sobre una nueva cara. Luego imagina lo que sucedería en el límite a medida que las caras de los números en el polígono se vuelven muy grandes, y encuentra que el poco espacio que el polígono interno "salta" se vuelve cada vez más pequeño, escribiendo: 
 Por lo tanto, un polígono más grande con mil lados pasa por encima y mide una línea recta igual a su perímetro, mientras que al mismo tiempo el más pequeño pasa una línea aproximadamente igual, pero uno está compuesto de mil pequeñas partículas iguales a sus mil lados con una mil pequeños espacios vacíos interpuestos, ya que podemos llamarlos "vacíos" en relación con los mil linelets tocados por los lados del polígono. 
 Puesto que el círculo es solo el límite en el que el número de caras en el polígono se vuelve infinito, Galileo deduce que la rueda de Aristóteles contiene material que está lleno de espacios infinitesimales o "vacíos", y que "los vacíos interpuestos no se cuantifican, pero son infinitos en cantidad.". Esto le lleva a concluir que una solución basada en la existencia de átomos, en el sentido de que la materia está "compuesta de infinitos átomos no cuantificables" es suficiente para resolver el problema de la rueda.

### En elsigloXIX
Bernard Bolzano habló sobre la rueda de Aristóteles en Las paradojas del infinito (1851), un libro que influyó en Georg Cantor y en los pensadores posteriores sobre las matemáticas del infinito.Bolzano observa que hay una bijección entre los puntos de dos arcos similares, que pueden implementarse dibujando un radio, señalando que la historia de este hecho aparentemente paradójico se remonta a Aristóteles.

### En elsigloXX
El autor de Falacias y paradojas matemáticas usa una moneda de diez centavos pegada a medio dólar con sus centros alineados, ambos fijos a un eje, como modelo para la paradoja. La moneda de diez centavos sirve como el círculo más pequeño y el medio dólar como el más grande. El escribe: 
 Esta es la solución, entonces, o la clave para ello. Aunque tiene cuidado de no dejar que el medio dólar se deslice sobre la mesa, el "punto" que rastrea el segmento de línea al pie de la moneda de diez centavos gira y se desliza todo el tiempo. Se está deslizando con respecto a la mesa. Como la moneda de diez centavos no toca la parte superior de la mesa, no notará el deslizamiento. Si puede mover el medio dólar a lo largo de la mesa y al mismo tiempo hacer rodar la moneda de diez centavos (o, mejor aún, el eje) a lo largo de un bloque de madera, puede observar el deslizamiento. Si alguna vez ha estacionado demasiado cerca del bordillo, ha notado el chirrido que hace su tapón mientras se desliza (y rueda) en el bordillo mientras que su llanta simplemente rueda sobre el pavimento. Cuanto más pequeño es el círculo pequeño en relación con el círculo grande, más se desliza el pequeño. Por supuesto, el centro de los dos círculos no gira en absoluto, por lo que se desliza todo el camino.  
 Alternativamente, uno puede rechazar la suposición de que el círculo más pequeño es independiente del círculo más grande. Imagine un neumático como el círculo más grande, e imagine el círculo más pequeño como la circunferencia interior del neumático y no como la llanta. El movimiento del círculo interno depende del círculo más grande. Por lo tanto, su movimiento de cualquier punto a otro puede calcularse utilizando una inversa de su relación.

## Análisis y soluciones
La paradoja es que el círculo interno más pequeño se mueve 2πR, la circunferencia del círculo externo más grande con radio R, en lugar de su propia circunferencia. Si el círculo interno se enrollara por separado, se movería 2πr, su propia circunferencia con radio r. El círculo interior no está separado, sino que está rígidamente conectado con el más grande. Así que 2πr es una pista falsa. 

### Primera solución
Si el círculo más pequeño depende del más grande (Caso I), entonces el círculo más grande obliga al más pequeño a atravesar la circunferencia del círculo más grande. Si el círculo más grande depende del más pequeño (Caso II), entonces el círculo más pequeño obliga al círculo más grande a atravesar la circunferencia del círculo más pequeño. Esta es la solución más simple. 

### Segunda solución
Esta solución considera la transición de las posiciones iniciales a las finales. Sea Pb un punto en el círculo más grande y Ps un punto en el círculo más pequeño, ambos en el mismo radio. Para su comodidad, suponga que ambos están directamente debajo del centro, de manera similar a las dos manecillas de un reloj que apunta hacia las seis. Tanto Pb como Ps viajan por un camino cicloide mientras ruedan juntos una revolución. Los dos caminos se muestran aquí: http://mathworld.wolfram.com/Cycloid.html y http://mathworld.wolfram.com/CurtateCycloid.html
Mientras que cada uno viaja 2πR horizontalmente de principio a fin, la ruta cicloide de Ps es más corta y más eficiente que la de Pb. Pb viaja más arriba y más abajo del camino del centro, la única recta, que Ps. La imagen cercana muestra los círculos antes y después de girar una revolución. Muestra los movimientos del centro, Pb y Ps, con Pb y Ps comenzando y terminando en la parte superior de sus círculos. La línea verde es el movimiento del centro. La curva del tablero azul muestra el movimiento de Pb. La curva del tablero rojo muestra el movimiento de Ps. El camino de Ps es claramente más corto que el de Pb. Cuanto más cerca está Ps del centro, más corta, más directa y más cercana a la línea verde es su trayectoria. 
Si Pb y Ps estuvieran en cualquier otro lugar en sus respectivos círculos, las trayectorias curvas serían de la misma longitud. Resumiendo, el círculo más pequeño se mueve horizontalmente 2πR porque cualquier punto en el círculo más pequeño recorre un camino más corto y directo que cualquier punto en el círculo más grande.

### Tercera solución
Esta solución solo compara las posiciones de inicio y final. El círculo más grande y el círculo más pequeño tienen el mismo centro. Si dicho centro se mueve, ambos círculos se mueven a la misma distancia, que es una propiedad necesaria de la traslación (geometría) y es igual a 2πR en el experimento. QED. Además, cada otro punto en ambos círculos tiene la misma posición con respecto al centro antes y después de rodar una revolución (o cualquier otro número entero de revoluciones).
Cuarta solución
Esta solución distingue entre dos casuísticas:
1. El círculo grande es el que tiene el punto de contacto sobre la superficie.

En este caso las fuerzas que se aplican al círculo grande para que se produzca el giro son la fuerza sobre el eje que lo impulsa y la fuerza de rozamiento contra la superficie que lo hace girar. Por otro lado las fuerzas que se aplican al círculo pequeño son la misma fuerza sobre el eje que al círculo grande  y todas las fuerzas de rozamiento que se ejercen sobre el mismo para que conforme un todo junto al círculo grande. De esta forma el giro del círculo pequeño no recorre tanta distancia como lo haría si disfrutara de un punto de contacto único, sino que al formar un todo con el círculo grande depende de su punto de contacto y por lo tanto su distancia recorrida se ve reducida. 
2. El círculo pequeño es el que tiene el punto de contacto sobre la superficie.
En este caso las fuerzas que se aplican al círculo pequeño para que se produzca el giro son la fuerza sobre el eje que lo impulsa y la fuerza de rozamiento contra la superficie que lo hace girar. Por otro lado las fuerzas que se aplican al círculo grande son la misma fuerza sobre el eje que al pequeño y todas las fuerzas de rozamiento que se ejercen sobre el mismo para que conforme un todo junto al círculo pequeño. De esta forma el giro del círculo grande recorre más distancia que si disfrutara de un punto de contacto único, ya que al formar un todo con el círculo pequeño depende de su punto de contacto y por lo tanto su distancia recorrida se ve aumentada. 
Esta solución se verifica empíricamente al unir dos ruedas de diferente diámetro por el eje pero sin que haya dependencia entre ellas más allá del propio eje, o sea que puedan girar libremente sin afectarse entre ellas. Al aplicar diferentes puntos de contacto para cada rueda sobre dos superficies lineales paralelas y una fuerza en el eje observaremos que cada una recorre la distancia que cumple la regla distancia=2πr, quedando patente que la misma tiene un requisito para su cumplimiento: el objeto al que se le aplica solo debe tener un eje sobre el que ejercer una fuerza de empuje y un punto de contacto en el que se producirá una fuerza de rozamiento.